# 생명나눔실천본부
생명나눔실천본부는 보건복지부 등록 장기이식결연기관으로써 기증 및 후원회원 2만여 명이 가입해 있는 비영리 민간단체이다. 불교의 자비사상을 바탕으로 장기기증을 비롯한 의료복지사업을 실천하기 위하여 다양한 캠페인과 교육계몽 활동을 지속적으로 전개하며 전 국민의 건강증진을 추구하고자 1994년에 설립되었다.  이사장은 일면스님이다.